# Ioan Zaicu
Ioan Zaicu (n. 14 septembrie 1868, Fizeș, România – d. 13 martie 1914, Timișoara, Austro-Ungaria) a fost un pictor român din Banat. După studii făcute la Academia de arte frumoase din Viena, a desfășurat o intensă activitate artistică, împărțită între pictura de portrete și pictura murală bisericească.

## Date biografice
S-a născut în satul Fizeș (comuna Berzovia), fiind al doilea fiu al lui Adam și al Mariei Zaică. Inițial urmează școala primară la Fizeș, unde s-a născut, având ca învățător pe Martin Țiapu, ulterior fiind transferat la școala germană din Königsgnad. Moartea tatălui în 1880 l-a obligat să treacă la meserie. La recomandarea lui Martin Țiapu a învățat pictura ca ucenic al zugravului Filip Matei, la Bocșa, unde a ucenicit 5 ani și a mai lucrat în calitate de calfă încă 6–7 ani. Din această perioadă datează prima sa lucrare de dimesnsiuni mai mari, Icoana Maicii Domnului cu Pruncul, pentru biserica din Fizeș, actual în colecția Mitropoliei Banatului. Lucrarea, destul de bine realizată plastic, are, totuși, unele scăderi, cum ar fi fixitatea privirilor.
În dorința de a-și perfecționa lucrările a început să strângă bani pentru studii, executând prapuri, ripide, prăznicare și diverse alte obiecte. La 30 aprilie 1882 adresează o scrisoare, semnată „Ioan Zaică”, comitetului parohial român greco-ortodox din Lugoj, solicitând un ajutor bănesc pentru studii de 300 florini. Ca justificare, anexează lucrarea Judecata lui Solomon, o copie după tabloul lui Poussin. Tabloul, cu dimensiunile 115 × 72 cm (originalul are 150 × 101 cm), a fost inițial destinat, împreună cu cererea, Sinodului Eparhial din Caransebeș, de unde a fost adus împreună cu cererea la protopresbiteriul George Popovici din Lugoj. Comitetul parohial din Lugoj a votat un ajutor lunar de 2 florini din casa bisericii și a lansat două liste de subscripții, una pentru ajutor lunar, iar cealaltă pentru donații. Beneficiind la recomandarea lui Coriolan Brediceanu și de o bursă a Fundației Gojdu, deși sumele erau foarte mici, între anii 1892–1896 a urmat timp de 4 ani cursurile Academiei de Arte Frumoase din Viena. În timpul studiilor a realizat numeroase studii în creion și ulei. A pictat portrete, majoritatea femei, printre care și „Fierar odihnind”, datat 1896 și considerat prima lucrare din pictura românească ce abordează tema proletarului.
Fiind solicitat de lucrări bine plătite, a renunțat la al cincilea an de studii la Viena și a lucrat la Jimbolia (1898–1911) și Timișoara (1911–1914).
În 1897 obține prima sa comandă mare, pictarea bisericii ortodoxe din Nădlac. În timp ce lucra la Nădlac a cunoscut-o pe Vioara Ruga, originară din Jimbolia, cu care ulterior s-a căsătorit. După terminarea lucrării de la Nădlac s-a mutat în casa socrilor din Jimbolia unde și-a deschis un atelier în care și-a desfășurat activitatea până în anul 1911. Apoi, a cumpărat o casă în Timișoara pe strada Porumbescu nr. 9, unde a locuit până în anul 1914. A murit ca urmare a unei complicații rezultate dintr-o aprindere de rinichi din anul 1911, cauzată probabil de o intoxicație cu plumb.

## Opera
A execută pictură pe șevalet și pictură monumentală la Comloș, Criciova, Lugoj, Jimbolia, Borlova, Feneș, Timișoara, Nădlac, Fazecaș-Vărșand, Cernăteaz, Șiclău, Feniș, Ilidia, Pocioveliște, Doclin, Checea, Sânnicolau Mare, Cenadul maghiar. Lucrări de ale lui se găsesc astăzi la Muzeul Banatului, Secția de artă și în colecția Protoieriei ortodoxe din Lugoj.
Lucrările sale se regăsesc la:
- bisericile pe care le-a zugrăvit;[15]
- Muzeul Bănățean;[15]
- Familia Iuliu Chicin: Isus și femeía din Canaan, compozitie mare de circa 150 x 100 cm — inspirată din una din scenele colecției Goldene Bibel, Madona cu Isus în brațe compoziție liberă cu care a câștigat concursul pentru pictarea bisericii din Nădlac, portretele părinților dnei dr. Chicin cu portretul bâtrânului Mihai Chicin din Nadlac, o Scenă cu crinii flori; o Scenă alegorică reprezentând Arta, Știința și Literatura conceputä liber în grisailles; două studii portrete din timpul studiilor în Viena și un desen în creion după un grup reprezentând pe Maria cu Isus în poală;[15]
- Familia Romulus Ruga în Mehala (Stada Crișan 21): Cina cea de taină, portretul doamnei dr. Chicin născută Ruga, un Autoportret, portretele dlui și dnei Ștefan Luțai, Ursitoarele" compozitie liberă, concepută grandios, dar neterminatá;[15]
- Fostul ministru Vasile Goldiș: o Madonă cu Isus în brațe;[15]
- Avocatul Cornel Luțai din Arad: un Nud de bărbat (dorso) în ulei, un Cap de studiu în creion și un portret în ulei.[15]

### Biserici pictate
- 1896–1897: Biserica „Sf. Ierarh Nicolae” din Nădlac,[3] pictura din această biserică putând fi considerată drept apogeul activității creatoare a lui Zaicu, fiind totodată principala capodoperă a creației sale.[9]
- 1900: Iconostasul Bisericii „Adormirea Maicii Domnului” din Sebeș.[16]
- 1900–1903: Biserica „Nașterea Maicii Domnului” din Sânnicolau Mare.[17]
- 1906: Vechea catedrală ortodoxă română din Arad.[18][19]
- 1908: Iconostasul bisericii ortodoxe din Csongrád.[9]
- Biserica Sfantul Mare Mucenic Dimitrie din satul Feneș, județul Caraș-Severin. În 1909, în timpul păstoririi preotului Vasile Paica, s-a făcut sculptura bisericii de Iosif  Bosioc din Berlişte cu preţul de 3.000 de coroane, iar pictura a fost realizată de pictorul Ioan Zaicu din localitatea Fizeş, cu preţul de 3.400 de coroane. Fiind o lucrare destul de mare, s-au cerut dispoziţii de la Episcopie, de unde episcopul de atunci, Dr. Miron Cristea a dispus ca mandatar  pe protopopul Caransebeşului Andrei Ghidiu să săvârşească antesfinţirea bisericii în anul 1909.
- 1913: Biserica „Sf. Ilie” din Fabric, Timișoara.[7]

## Galerie

Lucrări realizate de Ioan Zaicu
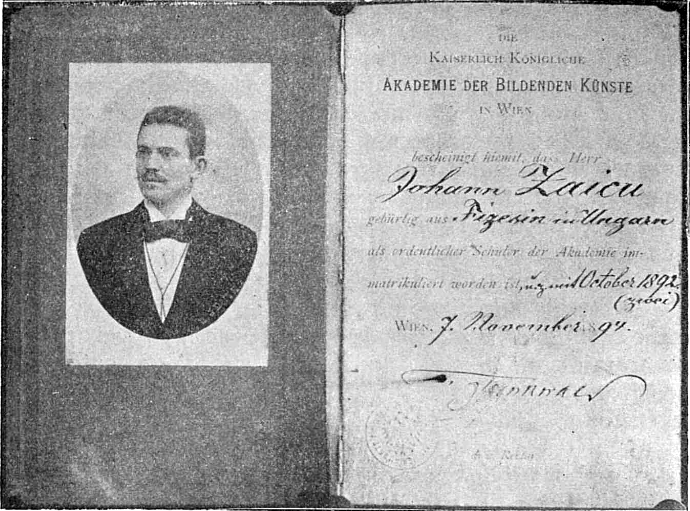
Carnet de student la Academia de Arte Frumoase din Viena
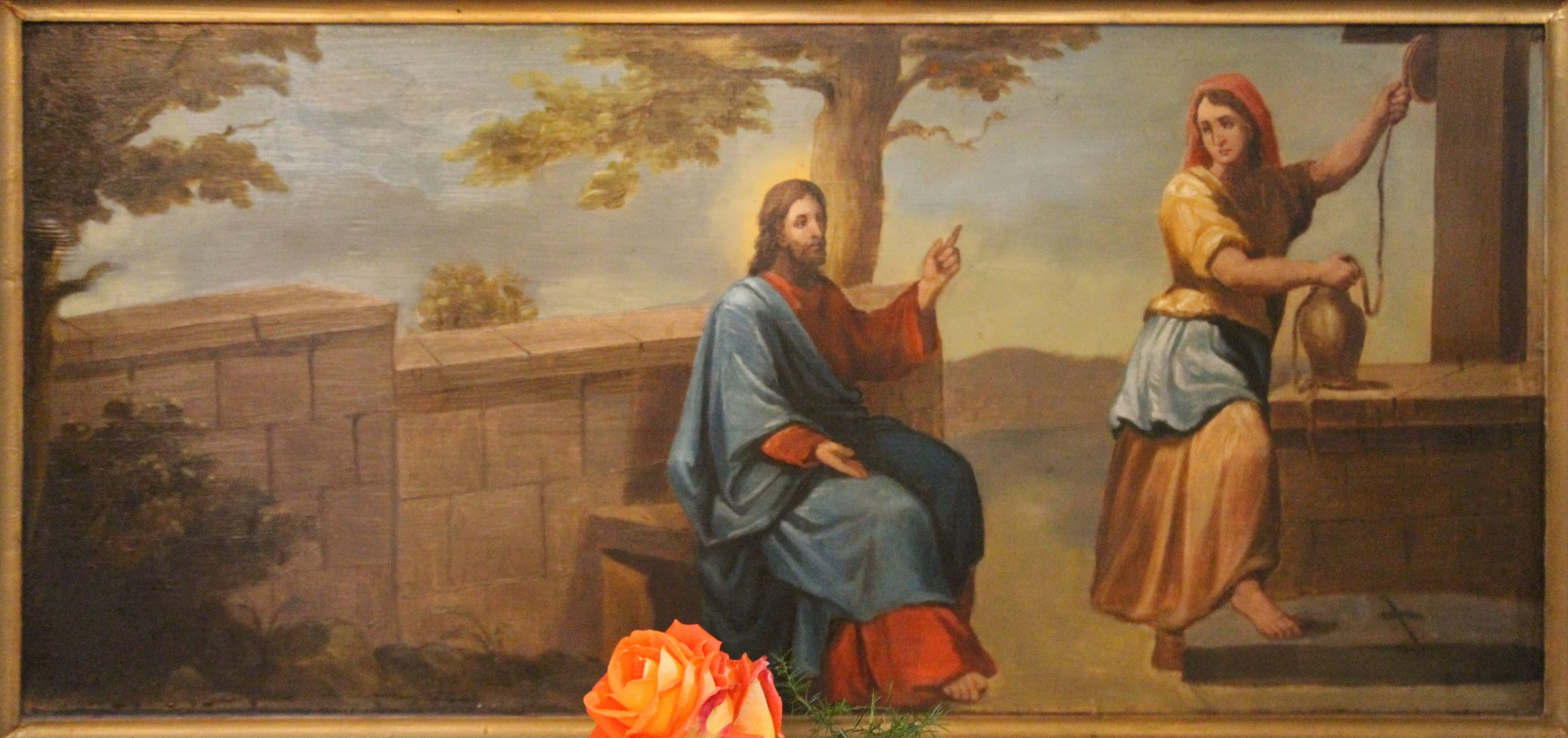
Scena Iisus Hristos și femeia samarineană la Fântâna lui David de pe iconostasul bisericii ortodoxe din Nădlac, unde ca personajul samaritenei este pictată Vioara Ruga
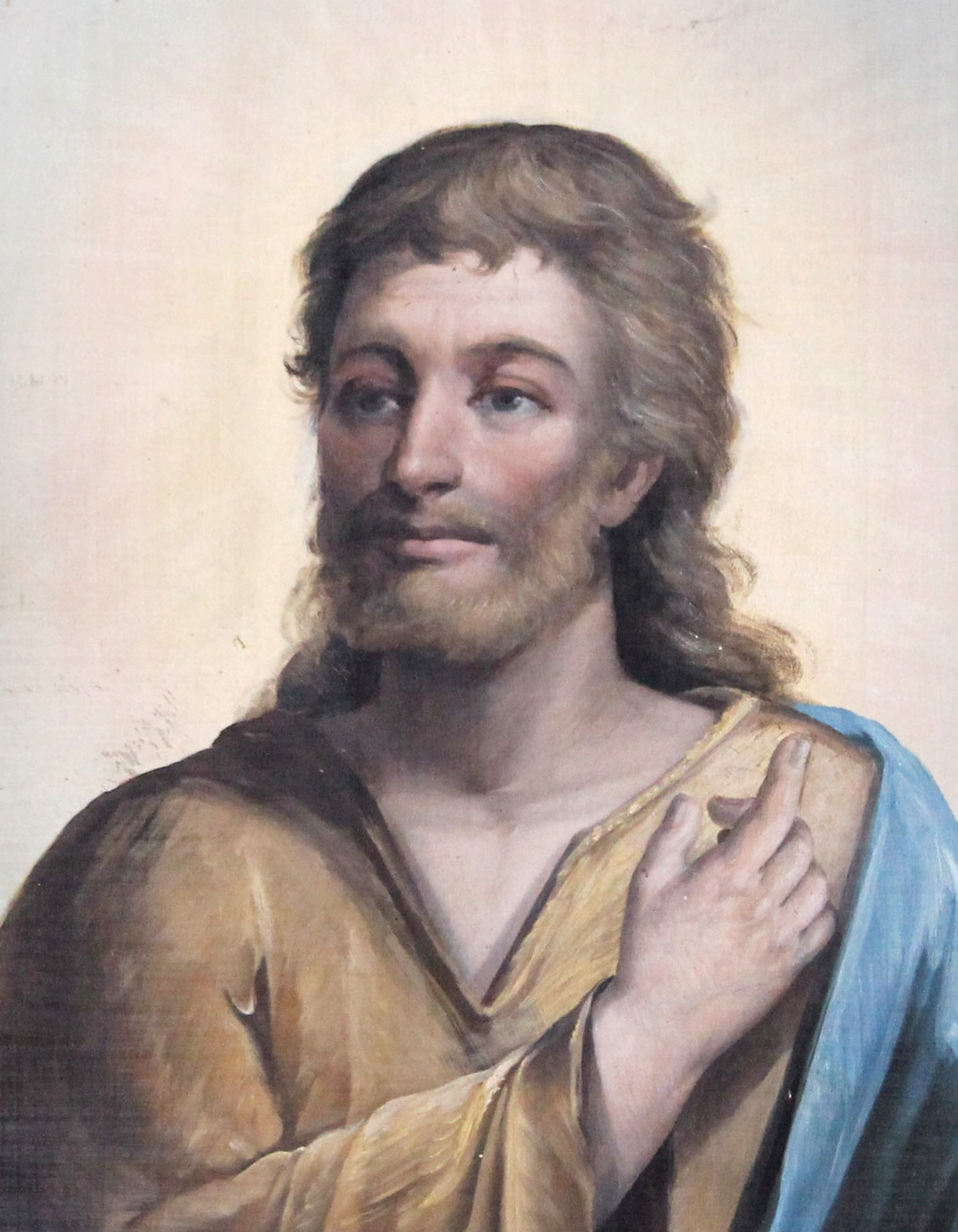
Autoportret ca Ioan Botezătorul pe icoana împărătească de pe iconostasul bisericii ortodoxe din Nădlac
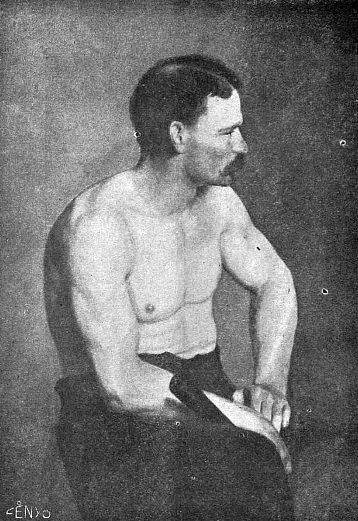
Fierar odihnind
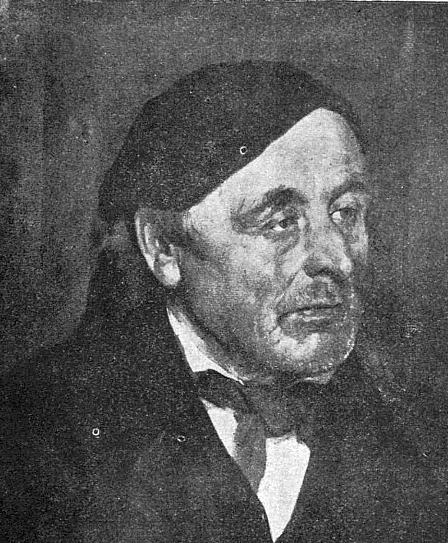
Studiu in ulei
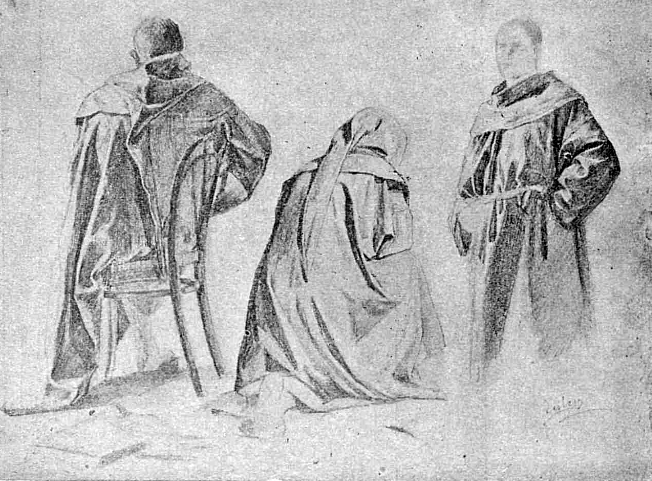
Studiu de cute
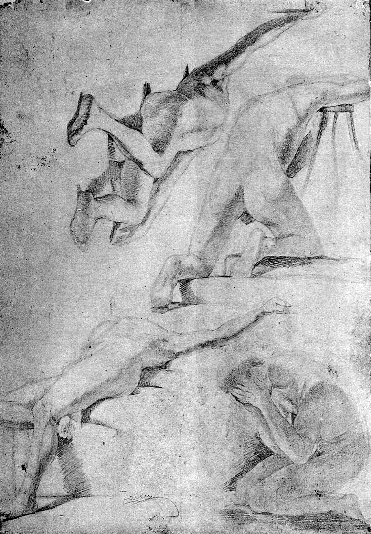
Studiu de miscare
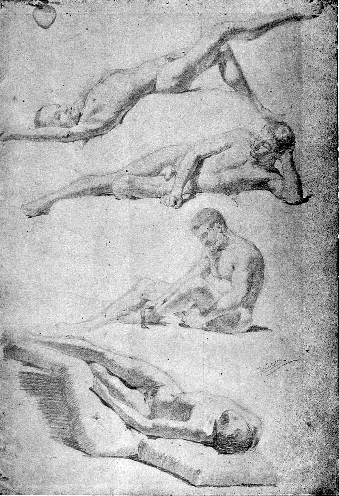
Studiu de miscari
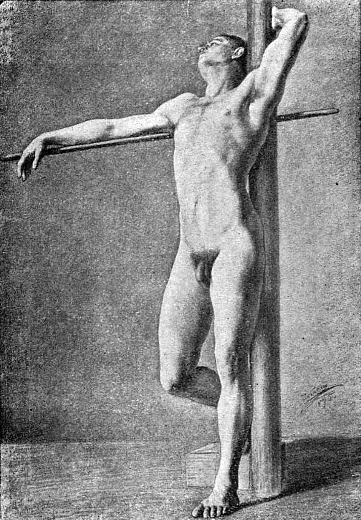
Studiu de nud
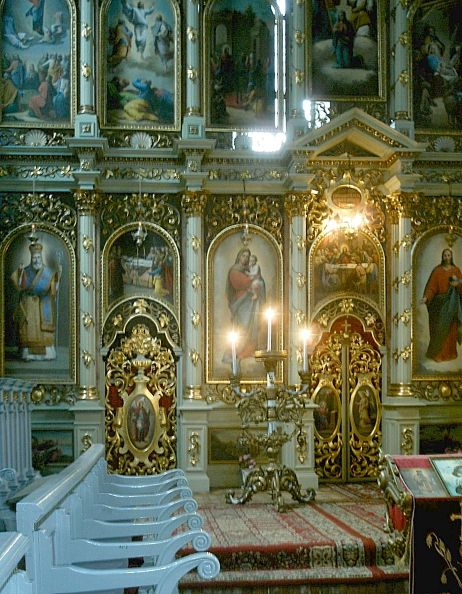
Porțiune a iconostasului bisericii din Nădlac.